# Czerniewice (województwo łódzkie)
Czerniewice – wieś w Polsce położona w województwie łódzkim, w powiecie tomaszowskim, w gminie Czerniewice.
Miejscowość jest siedzibą gminy Czerniewice.

## Położenie
Czerniewice leżą we wschodniej części województwa łódzkiego, przy międzynarodowej drodze szybkiego ruchu E67 Warszawa – Katowice (tzw. Gierkówce), w odległości ok. 90 km na południowy zachód od Warszawy. Odległość od stolicy województwa – Łodzi wynosi ok. 80 km. Tomaszów Mazowiecki (siedziba powiatu) leży ok. 16 km na południowy zachód od wsi.

## Opis miejscowości
Czerniewice są dużą wsią, składającą się z kilkudziesięciu ulic, liczącą ok. 730 mieszkańców.
W osadzie istnieje Urząd Gminy, Zespół Szkolno-Przedszkolny, gminna biblioteka publiczna, oraz Ośrodek Zdrowia, a ponadto kilka sklepów, kościół, cmentarz oraz przystanek PKS.
Przez miejscowość przepływa niewielka rzeka Krzemionka, stanowiąca dopływ Rawki.
W okolicy Czerniewic znajdują się głównie pola uprawne, łąki i niewielkie lasy.

## Historia
Czerniewice są starą wsią; najstarsze ślady osadnictwa w rejonie tej miejscowości pochodzą sprzed ok. 12 tysięcy lat. Już w III/IV tys. p.n.e. okolice Czerniewic były zamieszkiwane przez ludność rolniczą, która wytworzyła tzw. kulturę pucharów lejkowatych.
Najwcześniejsza wzmianka pisana o Czerniewicach pochodzi z roku 1396. W 1413 w osadzie powstała parafia.
Wieś szlachecka położona była w drugiej połowie XVI wieku w powiecie rawskim ziemi rawskiej województwa rawskiego.
Wieś Czerniewice wielokrotnie zmieniała właściciela. Pierwszym znanym jej posiadaczem był Andrzej Rzeszotko. Wśród wielu pozostałych właścicieli miejscowości należy wymienić Aleksandra Feliksa Lipskiego, władającego wsią w poł. XVII w., którego herb jest obecnie herbem samych Czerniewic i całej gminy.
W czasie potopu szwedzkiego, 24 sierpnia 1656 r. przy drodze z Czerniewic do sąsiedniego Lipia rozegrała się bitwa pomiędzy wojskami polskimi dowodzonymi przez Stefana Czarnieckiego a wojskami szwedzkimi. W jej wyniku zwycięskie oddziały polskie odzyskały część zrabowanych przez Szwedów w Krakowie dóbr.
Drugim skutkiem bitwy, istotniejszym dla Czerniewic, było spalenie osady w trakcie potyczki. Po wojnie wieś została odbudowana.
W XVIII w. wieś rozwijała się; w XIX w. stała się siedzibą gminy. W rejonie Czerniewic walki toczyły się także w okresie powstania styczniowego.
W latach 1954–1972 wieś należała i była siedzibą władz gromady Czerniewice. W latach 1975–1998 miejscowość administracyjnie należała do województwa piotrkowskiego.

## Zabytki

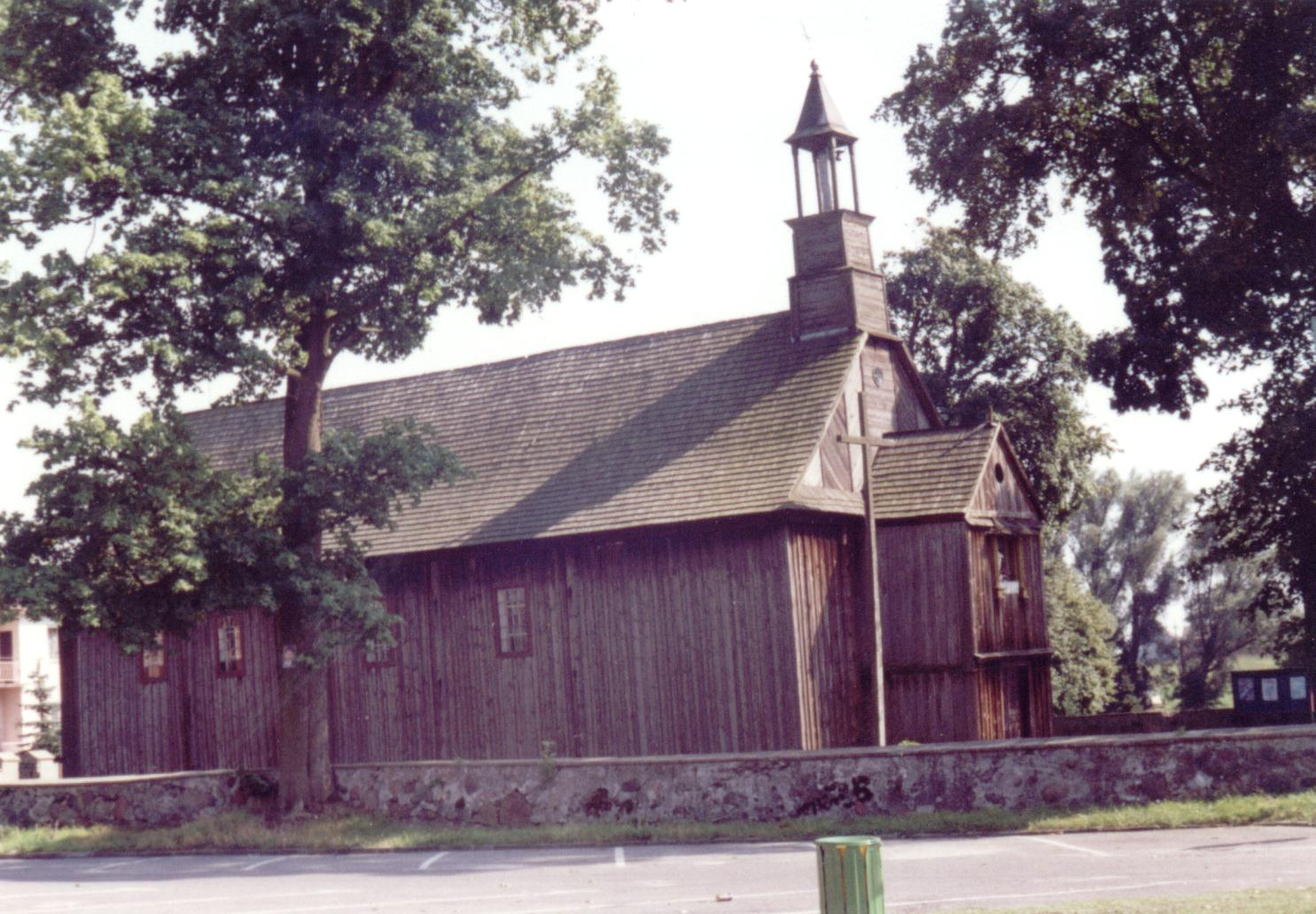
Kościół pw. św. Małgorzaty w Czerniewicach

W Czerniewicach znajduje się zabytkowy kościół pw. św. Małgorzaty z II poł. XIX w. Świątynia wykonana jest z drewna. W jej wnętrzu znajdują się znacznie starsze od samego kościoła, bo pochodzące z XVII i XVIII w., obrazy oraz bogate wyposażenie liturgiczne, także XVIII-wieczne.
Obok kościoła znajduje się XVIII-wieczna drewniana dzwonnica o konstrukcji słupowej.
Na miejscowym cmentarzu parafialnym w Czerniewicach znajduje się zbiorowy grób powstańców z 1863 r.
Według rejestru zabytków NID na listę zabytków wpisane są obiekty:
- kościół parafialny pw. św. Małgorzaty, drewniany, 2 poł. XVIII w., nr rej.: 763 z 27.12.1967
- dzwonnica, drewniana, nr rej.: 764 z 27.12.1967
- park dworski, nr rej.: 293 z 31.08.1983 i z 6.07.1994